# 學群
中華民國大學入學考試中心將同質性高的學系歸類為同一個學群，全國所有的大學學系共分為18個學群，其相關概念是“學門”。各學群之間不是毫無關聯，學群的歸類也不是絕對，有些學群之間有重複的學系，例如獸醫學系屬於醫藥衛生與生物資源兩個學群。

## 第一類組

### 藝術學群
包括美術、音樂、舞蹈、表演藝術、雕塑、藝術與設計學類，主要學系有美術、音樂、雕塑、戲劇，畢業後可以從事美術教師、表演工作者、舞台設計師等工作。

### 外語學群
包括英語、歐洲語文、日本語文、東方語文、應用語文、英語教育學類，主要學系有日本語文、外國語文、英美語文，畢業後可以從事外語教師、編譯人員、旅遊人員等工作。

### 文史哲學群
包括中國語文、臺灣語文、歷史、哲學、史地、國語文教育學類，主要學系有中國文學、哲學、歷史、華語文學，畢業後可以從事國文教師、歷史教師、文字編輯等工作。

### 法政學群
包括法律、政治、外交、行政管理學類，主要學系有公共行政、法律、政治、財經法律，畢業後可以從事律師、司法官（法官、檢察官）、政府行政人員等工作。

### 財經學群
包括會計、財務金融、經濟、國際企業、保險、財稅學群，主要學系有財務金融、國際企業、統計、會計、經濟，畢業後可以從事會計師、金融專業人員、保險專業人員等工作。

## 第二類組

### 工程學群
包括電機電子、機械工程、土木工程、化學工程、材料工程、科技管理學類，主要學系有土木工程、化學工程、光電工程、建築、通訊工程、電子工程、電機工程、機械工程，畢業後可以從事電機工程師、土木工程師、品管工程師等工作。

### 數理化學群
包括數學、物理、化學、統計（屬於第一類組）、科學教育、自然科學學類，主要學系有化學、物理、統計、數學，畢業後可以從事數學教師、物理化學教師、保險精算師等工作。

## 第三類組

### 醫藥衛生學群
包括醫學、牙醫、中醫、營養保健、護理、藥學、公共衛生、職業安全、醫學技術、復健醫學、健康照護、呼吸治療、獸醫、衛生教育、醫務管理（屬於第一類組）、化妝品學類，主要學系有口腔衛生、公共衛生、牙醫、呼吸治療、物理治療、保健營養、職能治療、醫務管理、醫學、獸醫、藥學、護理，畢業後可以從事醫師、護理師、醫事檢驗師等工作。

### 生命科學學群
包括生態、生命科學、生物科技（與二類相關）、植物保護、生化學類，主要學系有生命科學、生物科技、生物醫學工程、食品科學，畢業後可以從事生物教師、生物科技專業人員、生態保育專業人員等工作。

### 生物資源學群
包括農藝、動物科學、園藝、森林、食品科技、海洋資源、水土保持學類，主要學系有食品科學、動物科學、園藝、農藝、獸醫，畢業後可以從事獸醫師、生態保育專業人員、食品研發品管等工作。